# Charles Brécard

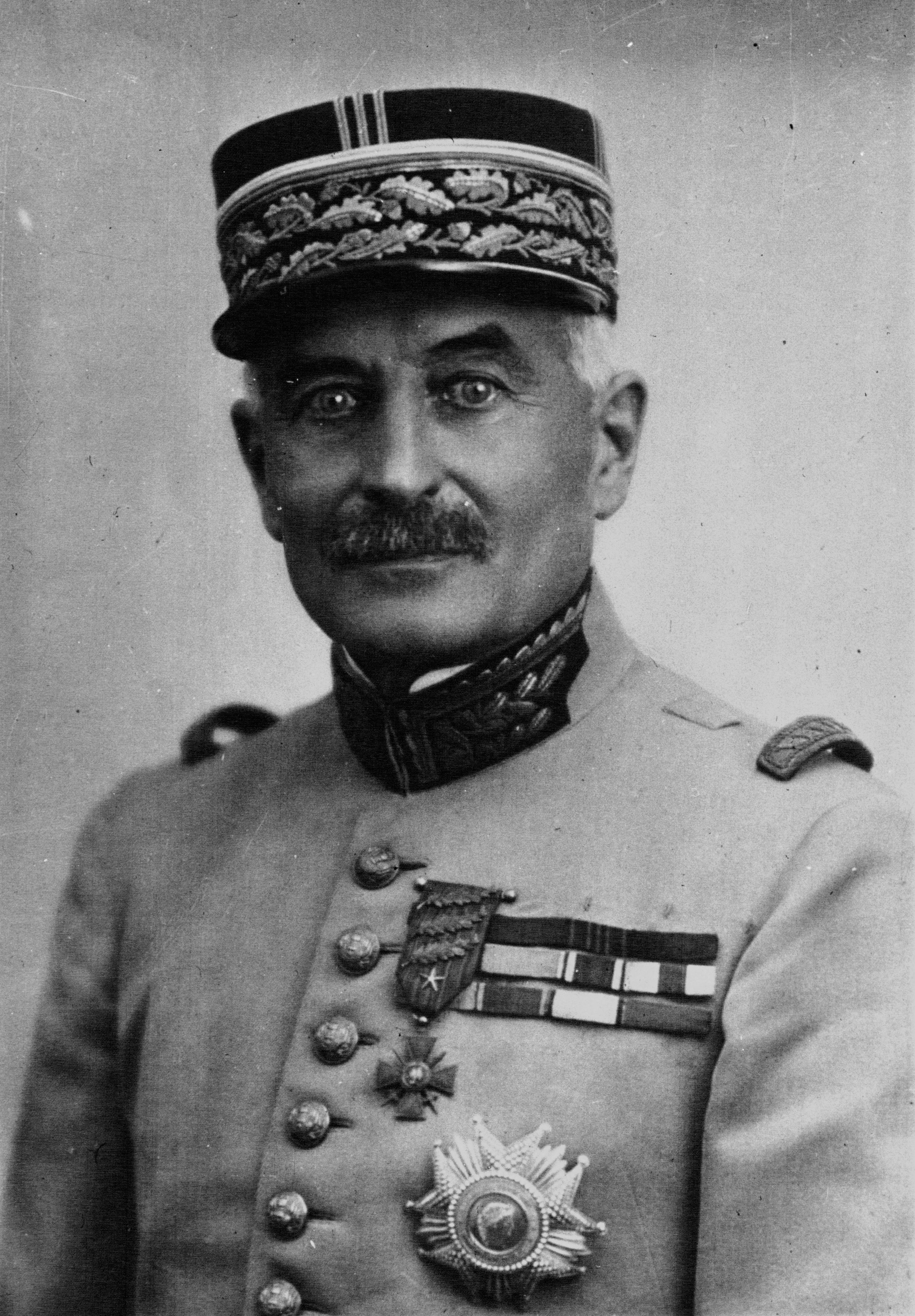
General Charles Brécard

Charles-Théodore Brécard (* 14. Oktober 1867 in Sidi bel Abbès; † 23. Dezember 1952 im 5. Arrondissement, Paris) war ein französischer General, der unter anderem zwischen 1940 und 1944 Großkanzler der Ehrenlegion (Grand Chancelier de la Légion d’Honneur) war.

## Leben
Brécard, Sohn von Oberst Georges Henri Brécard und dessen Ehefrau Marie Louise Caroline Roussillon, absolvierte eine Offiziersausbildung an der Militärschule Saint-Cyr und fand anschließend verschiedene Verwendungen als Offizier sowie Stabsoffizier im Heer (Armée de terre). Für seine Verdienste wurde er am 29. Dezember 1910 mit dem Ritterkreuz der Ehrenlegion ausgezeichnet. Am 24. März 1912 wurde er zum Oberstleutnant befördert und als solcher zu Beginn des Ersten Weltkrieges am 2. August 1914 zum 3. Büro des Obersten Hauptquartiers (Grand Quartier Général) abgeordnet. Im Anschluss war er zwischen dem 14. Oktober und dem 29. Dezember 1914 Leiter der französischen Militärmission bei der belgischen Armee. Nach seiner Beförderung zum Oberst am 29. Dezember 1914 fungierte er vom 29. Dezember 1914 bis zum 8. Dezember 1915 als Chef des Stabes der 6. Armee (6e armée), deren Oberbefehlshaber zunächst General Joseph Maunoury sowie ab dem 13. März 1915 General Pierre Joseph Dubois war. Am 14. März 1915 wurde ihm das Offizierskreuz der Ehrenlegion verliehen. Anschließend war er zwischen dem 9. Dezember 1915 und dem 3. Januar 1916 kurzzeitig Dritter Generaladjutant des Heeres sowie vom 3. Januar bis zum 8. August 1916 Kommandeur der 310. Infanteriebrigade (310e Brigade d’infanterie).
Am 8. August 1916 erfolgte die Beförderung von Brécard zum Brigadegeneral, woraufhin er zunächst zum Obersten Hauptquartier abgeordnet war. Danach fungierte er zwischen dem 18. Oktober 1916 und dem 31. März 1917 als Befehlshaber der 161. Infanteriedivision (161e Division d’infanterie) sowie vom 31. März 1917 bis zum 6. Januar 1918 als Befehlshaber der 5. Kavalleriedivision (5e Division de cavalerie). Daraufhin war er zwischen de 6. Januar 1918 und dem 16. Februar 1919 Befehlshaber der 1. Kavalleriedivision (1re division de cavalerie à pied), mit der er an der Schlacht an der Matz im Juni 1918 sowie an der Westfront an der Hunderttageoffensive vom 8. August 1918 bis 11. November 1918 teilnahm. Im Anschluss übernahm er zwischen dem 16. Februar 1919 und dem 7. Juli 1922 den Posten als Befehlshaber der 6. Kavalleriedivision (6eme Division de cavalerie) und wurde als solcher am 20. März 1919 zum Generalmajor befördert. Am 16. Juni 1920 wurde er Kommandeur der Ehrenlegion.
Generalmajor Brécard war zwischen dem 7. Juli 1922 und dem 9. August 1923 Ständiger Generalinspekteur des Pferdenachschubwesen sowie vom 9. August 1923 bis zum 20. März 1924 Befehlshaber der 1. Leichten Division. Am 20. März 1924 wurde er zum Generalleutnant befördert und fungierte zwischen dem 20. März 1924 und dem 8. März 1927 als Kommandierender General des XXXIII. Korps (33e Corps d'armée) sowie vom 8. März 1927 bis zum 14. Oktober 1932 als Generalinspekteur der Kavallerie. In dieser Verwendung wurde er am 7. August 1928 zum General (Général d’armée) befördert und am 28. Dezember 1928 Großoffizier der Ehrenlegion. Er war zugleich in Personalunion zwischen dem 7. August 1929 und dem 14. Oktober 1932 Mitglied des Obersten Kriegsrates sowie vom 3. Oktober 1929 bis zum 14. Oktober 1932 Militärgouverneur von Straßburg (Gouverneur militaire de Strasbourg). Für seine langjährigen Verdienste wurde ihm schließlich am 8. Juli 1932 das Großkreuz der Ehrenlegion verliehen. Am 14. Oktober 1932 schied er aus dem aktiven Militärdienst aus und trat in den Ruhestand.
Während des Zweiten Weltkrieges wurde General Brécard vom Vichy-Regime reaktiviert und bekleidete zwischen dem 19. Juli und dem 12. November 1940 den Posten als Generalsekretär des Kabinetts von Marschall Philippe Pétain. Danach löste er 1940 General Charles Nollet Großkanzler der Ehrenlegion (Grand Chancelier de la Légion d’Honneur) ab und verblieb auf diesem Posten bis 1944, woraufhin General Darius Paul Dassault seine Nachfolge antrat.
Am 21. November 1898 heiratete er Marie Amélie Louise Boersch.